# Sverdlovsk oblast
Sverdlovsk oblast (russisk: Свердло́вская о́бласть, tr. Sverdlovskaja oblast) er en af 46 oblaster i Den Russiske Føderation. Oblasten har et areal på 194.307 km² og 4.221.452 (2025) indbyggere. Det administrative center i oblasten er placeret i byen Jekaterinburg, tidligere Sverdlovsk, der med sine 1.468.833 (2018) indbyggere og et storbyområde med 2.211.425 (2012) indbyggere, er Ruslands fjerde største by. Andre større byer i oblasten er Nizjnij Tagil, der har 328.157 (2025) indbyggere, Kamensk-Uralskij med 160.312 (2025) indbyggere, Pervouralsk med 110.999 (2025) indbyggere, Serov med 93.192 (2023) indbyggere og Novouralsk, der har 77.894 (2023) indbyggere.

## Geografi
Det meste af oblasten ligger på de østlige skråninger af det centrale og nordlige Ural og på den Vestsibiriske slette. Kun i sydvest ligger oblasten på de vestlige skråninger af Uralbjergene.
Det højest bjerg i det nordlige Ural er russisk: Конжаковский Камень (tr. Konzjakovskij Kamen) på 1.569 m. I det centrale Ural er landskabet hovedsageligt kuperet uden bemærkelsesværdige bjergtoppe; den gennemsnitlige højde er på 300-500 moh. De vigtigste floder er Tavda, Tura, Tjusovaja og Ufa, de to sidstnævnte er bifloder til Kama.
Sverdlovsk Oblast grænser op til Perm kraj, Republikken Komi, Khanty-Mansíjskij autonome okrug, Tjumen oblast, Kurgan oblast, Tjeljabinsk oblast og Republikken Basjkortostan.